# Introductie tot de choros
Introductie tot de choros is een compositie van Heitor Villa-Lobos. Het was bedoeld als prelude voor de gehele serie, voor het geval die ooit in haar totaliteit uitgevoerd zou worden. Dat bleek echter niet mogelijk, choros nr. 13 en choros nr. 14 zijn verdwenen zonder hoop op terugvinden. 
Deze introductie is gecomponeerd op het moment dat de choros nr. 1 tot en met nr. 14 voltooid waren en bevat zoals een inleiding betaamt de voorbereiding op het “grote werk”. Dat is ook de reden dat als solo-instrument gekozen is voor de gitaar; choros nr. 1 is geschreven voor gitaarsolo. De introductie bestaat uit een eendelig werk, dat voor het eerst werd uitgevoerd in Rio de Janeiro door het plaatselijk Nationaal Radio-orkest onder leiding van Léo Perachi, solist was ene Menezes. 
De saxofoonsolo lijkt te zijn gecomponeerd door Maurice Ravel. Villa-Lobos verkeerde frequent in Parijs.

## Orkestratie
- solo gitaar
- 2 piccolos, 2 dwarsfluiten, 2 hobo’s, 1 althobo, 2 klarineten, 1 basklarinet, altsaxofoon, 2 fagotten, 1 contrafagot;
- 4 hoorns, 4 trompetten, 4 trombones, 1 tuba;
- pauken, man/vrouw percussie bestaande uit tamtam, prato, xylofoon, 2 harpen, piano, celesta;
- violen, altviolen, celli, contrabassen.

## Discografie
- BIS Records: São Paulo Symfonie Orkest o.l.v. John Neschling. Solist Frank Zanon
- ASV Records: Philharmonisch orkest van Gran Canaria o.l.v. Adrian Leaper. Solist Carlos Oramas